# One dark night I left my silent house
One dark night I left my silent house is een studioalbum van Marilyn Crispell en David Rothenberg. Het album is opgenomen in Woodstock, New York. Het album bestaat volledig uit geïmproviseerde muziek, waarbij later nog wat percussie is toegevoegd. De muziek valt in de categorie moderne jazz, maar is tegelijkertijd intiem, mede door de klanken van de basklarinet.
De titel van het album is ontleend aan het boek On a dark night I left my silent house van Peter Handke. Voor sommige titels haalden Crispell en Rotherberg inspiratie uit de gedichten van Robert Gibbons.

## Musici
- Marilyn Crispell – piano, percussie, soundboard
- David Rotherberg – basklarinet, klarinet

## Muziek
| Nr. | Titel                                 | Duur |
| --- | ------------------------------------- | ---- |
| 1.  | Invocation                            | 3:33 |
| 2.  | Tsering                               | 4:57 |
| 3.  | The hawk and the mouse                | 6:27 |
| 4.  | Stay, stray                           | 4:52 |
| 5.  | What birds sing                       | 2:17 |
| 6.  | Compagnion: silence                   | 3:27 |
| 7.  | Owl moon                              | 6:58 |
| 8.  | Still life with woodpeckers           | 4:18 |
| 9.  | Grosbeak                              | 4:42 |
| 10. | The way of pure sound                 | 5:52 |
| 11. | Motmot                                | 3:45 |
| 12. | Snow suddenly stopping without notice | 6:48 |
| 13. | Evocation                             | 4:20 |

The way of pure sound is opgedragen aan Joe Maneri.